# トーマス・エドモンソン
トーマス・エドモンソン（Thomas Edmondson, 1792年5月30日 ランカスター - 1851年5月22日 マンチェスター）は、イギリスの技師。エドモンソン式乗車券の発案者である。
クエーカーのメンバーで、もともとはランカスターでワーミング&ギローの家具職人として働いていた。
ニューカッスル・アンド・カーライル鉄道 (Newcastle and Carlisle Railway) のミルトン駅（現在のブランプトン駅）で駅長として働いているときに、彼は鉄道の乗車券の新しいタイプのアイデアを考案した。厚紙の小片に旅行の詳細をあらかじめ印刷したものである（現在の手書きの紙の請求書と対照的に）。チケットは手書きで番号が付けられ、購入時に別の日付印を押して有効になる。彼は後に、この行程を足踏み式で行える装置を発案し構築した。
1839年にマンチェスター・アンド・リーズ鉄道 (Manchester and Leeds Railway) が開通した際、エドモンソンはマンチェスターで会社の主任予約係になった。
エドモンソンが財産を築いたのは彼の最後の発明、すなわちシリアルナンバーを完備したチケットをまとめて印刷する機械だった。彼はこの機械の特許を取得し、鉄道会社から1年間ごとに路線長1マイル当たり10シリングのロイヤリティーを取得することができた。
このマシンと改良を加えられた後継機は、すぐにイギリスと他の鉄道の標準となった。彼は多くの財産を遺し、彼の家族たちは長きの年月にわたりビジネスを行った。